# Liste der Senatoren der Vereinigten Staaten aus Idaho
Die Liste der Senatoren der Vereinigten Staaten aus Idaho zeigt alle Personen auf, die jemals für diesen Bundesstaat dem US-Senat angehört haben, nach den Senatsklassen sortiert. Dabei zeigt eine Klasse, wann dieser Senator wiedergewählt wird. Die Senatoren der class 3 wurden zuletzt im November 2022 wiedergewählt, die Wahlen der Senatoren der class 2 finden im Jahr 2026 wieder statt.

## Klasse 2

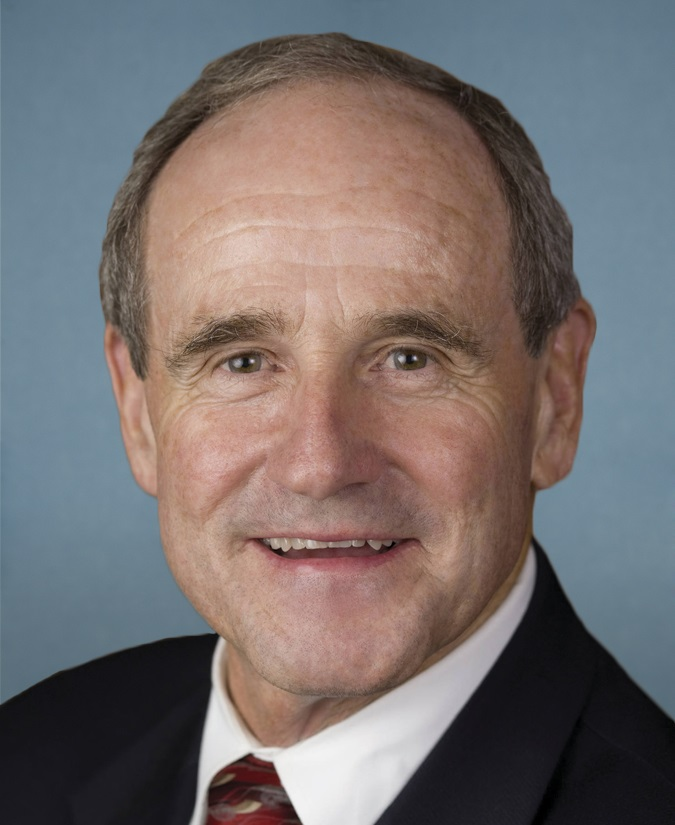
Jim Risch

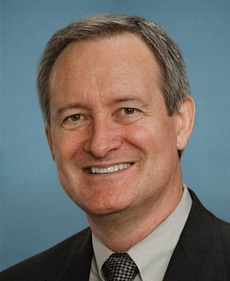
Mike Crapo

Idaho ist seit dem 3. Juli 1890 US-Bundesstaat und hatte bis heute folgende elf Senatoren der class 2 im Kongress, wobei einer von ihnen, Henry Dworshak, zwei nicht unmittelbar aufeinander folgende Amtszeiten absolvierte.
| Name                    | Amtszeit  | Partei       | Lebensdaten                          |
| ----------------------- | --------- | ------------ | ------------------------------------ |
| George Laird Shoup      | 1890–1901 | Republikaner | 15. Juni 1836–21. Dezember 1904      |
| Fred Thomas Dubois      | 1901–1907 | Demokrat     | 29. Mai 1851–14. Februar 1930        |
| William Edgar Borah     | 1907–1940 | Republikaner | 29. Juni 1865–19. Januar 1940        |
| John W. Thomas          | 1940–1945 | Republikaner | 4. Januar 1874–10. November 1945     |
| Charles Clinton Gossett | 1945–1946 | Demokrat     | 2. September 1888–20. September 1974 |
| Henry Clarence Dworshak | 1946–1949 | Republikaner | 29. August 1894–23. Juli 1962        |
| Bert Henry Miller       | 1949      | Demokrat     | 15. Dezember 1879–8. Oktober 1949    |
| Henry Clarence Dworshak | 1949–1962 | Republikaner | 29. August 1894–23. Juli 1962        |
| Leonard Beck Jordan     | 1962–1973 | Republikaner | 15. Mai 1899–30. Juni 1983           |
| James Albertus McClure  | 1973–1991 | Republikaner | 27. Dezember 1924–26. Februar 2011   |
| Larry Edwin Craig       | 1991–2009 | Republikaner | * 20. Juli 1945                      |
| James Eloy Risch        | seit 2009 | Republikaner | * 3. Mai 1943                        |

## Klasse 3
Idaho stellte bis heute 17 Senatoren der class 3.
| Name                   | Amtszeit  | Partei       | Lebensdaten                        |
| ---------------------- | --------- | ------------ | ---------------------------------- |
| William John McConnell | 1890–1891 | Republikaner | 18. September 1839–30. März 1925   |
| Fred Thomas Dubois     | 1891–1897 | Republikaner | 29. Mai 1851–14. Februar 1930      |
| Henry Heitfeld         | 1897–1903 | Populist     | 12. Januar 1859–21. Oktober 1938   |
| Weldon Brintun Heyburn | 1903–1912 | Republikaner | 23. Mai 1852–17. Oktober 1912      |
| Kirtland Irving Perky  | 1912–1913 | Demokrat     | 8. Februar 1867–9. Januar 1939     |
| James Henry Brady      | 1913–1918 | Republikaner | 12. Juni 1862–13. Januar 1918      |
| John Frost Nugent      | 1918–1921 | Demokrat     | 28. Juni 1868–18. September 1931   |
| Frank Robert Gooding   | 1921–1928 | Republikaner | 16. September 1859–24. Juni 1928   |
| John W. Thomas         | 1928–1933 | Republikaner | 4. Januar 1874–10. November 1945   |
| James Pinckney Pope    | 1933–1939 | Demokrat     | 31. März 1884–23. Januar 1966      |
| David Worth Clark      | 1939–1945 | Demokrat     | 2. April 1902–19. Juni 1955        |
| Glen Hearst Taylor     | 1945–1951 | Demokrat     | 12. April 1904–28. April 1984      |
| Herman Welker          | 1951–1957 | Republikaner | 11. Dezember 1906–30. Oktober 1957 |
| Frank Forrester Church | 1957–1981 | Demokrat     | 25. Juli 1924–7. April 1984        |
| Steven Douglas Symms   | 1981–1993 | Republikaner | * 23. April 1938                   |
| Dirk Arthur Kempthorne | 1993–1999 | Republikaner | * 29. Oktober 1951                 |
| Michael Dean Crapo     | seit 1999 | Republikaner | * 20. Mai 1951                     |